# アメリカ生物医学先端研究開発局
アメリカ生物医学先端研究開発局（アメリカせいぶついがくせんたんけんきゅうかいはつきょく、英語: Biomedical Advanced Research and Development Authority、略称：BARDA）は、アメリカ合衆国保健福祉省の一部局で、アメリカ国内に公衆衛生上の危機が生じることが予見される際に、必要なワクチン、医薬品、治療法などの開発、購入するための支援を行う機関である。アメリカ国内外の研究機関、医薬品会社などへの資金提供、複数の研究機関の橋渡し役などを担う。2010年代から2020年代にかけては、急性放射線症候群、エボラ出血熱、新型コロナウイルス感染症 (2019年)などへのアプローチを行ってきた。

## 新型コロナウイルス関連の対応

### 局長の更迭
2020年4月、保健福祉省生え抜きのリック・ブライト局長が突然解任され、アメリカ国立衛生研究所の権限の狭い役職に事実上左遷された。同年5月14日、リック・ブライトは下院の公聴会に出席し、トランプ政権には2019新型コロナウイルスと闘うためのマスタープランが無く、アメリカ国民に対し十分なワクチンを提供する準備ができていないと警告した。また、自身の解任については政治的圧力が理由だったと主張。トランプ政権のコロナウイルス対策である、抗マラリア薬の利用推進に反対したためだと説明した。

### ワクチン開発への支援
イギリスの製薬会社アストラゼネカ社は、オックスフォード大学が進めている新型コロナウイルスワクチン候補の開発・製造に向けて、生物医学先端研究開発局から10億ドル超の支援を受けたと発表した。また開発局は、フランスの製薬会社サノフィ社にも支援を提供していることが明らかになっている。
ワクチン懐疑派であるロバート・ケネディ・ジュニアが保健福祉長官に任命されたことにより方針が転換され、RNAワクチンへの開発資金援助を段階的に終了する予定。

## 日本企業との関係
- 2016年9月2日 - タケダは生物医学先端研究開発局から、ジカ熱ワクチンの開発助成先として選定を受け、臨床第1相試験までの開発の費用として、最初の助成金1,980万ドルの交付を受けることを発表した[7]。